# TOG 2
TOG 2 – brytyjski prototypowy czołg superciężki opracowany w początkowej fazie II wojny światowej. Podczas projektowania pojazdu zakładano, że wojna przybierze, podobnie jak I wojna światowa, formę wojny pozycyjnej, w związku z czym czołg przystosowano do przekraczania okopów oraz wspierania nacierającej piechoty.
TOG 2 pod wieloma względami był podobny do lżejszego czołgu TOG 1 i podobnie jak on charakteryzował się niewielką mobilnością oraz przystosowany był do przewożenia kilku żołnierzy piechoty. Uzbrojenie pojazdu stanowiła armata 28-funtowa kalibru 94 milimetrów.
Zbudowano tylko jeden, prototypowy egzemplarz pojazdu, znajdujący się obecnie w Bovington Tank Museum.
Brytyjski historyk wojskowości D. Fletcher tak podsumował trwający kilka lat program TOG: z perspektywy, czołgi TOG ukazują się jedynie jako przerażające marnotrawstwo cennych zasobów w czasie, gdy kraj najmniej mógł sobie na to pozwolić.